# Ганнибал, Павел Исаакович
Па́вел Исаа́кович Ганниба́л (1776, Опочецкий уезд, Псковская губерния — 1841, Луга, Санкт-Петербургская губерния) — подполковник Изюмского гусарского полка, участник Отечественной войны 1812 года и заграничных походов русской армии 1813—1814 годов, отмечен наградами за отличия в сражениях и храбрость. Двоюродный дядя и личный знакомый Александра Пушкина.
В 1826 году за проявленное к осуждённым декабристам сочувствие отправлен сначала в ссылку в Сольвычегодск, а оттуда — в тюрьму Соловецкого монастыря.

## Биография

### Происхождение и образование
Родился в семье бывшего флотского артиллериста — капитана 3-го ранга в отставке, Исаака Абрамовича Ганнибала (1747—1808), сына «арапа Петра Великого», которому досталась в наследство «в Псковском наместничестве Опочецкого уезда деревня Оклад, что ныне называется сельцо Воскресенское с деревнями».
Мать — Анна Андреевна, урождённая Чихачёва (около 1751- после 1826 года)
В семье было 15 детей. По традиции отставной морской офицер И. А. Ганнибал отдавал сыновей учиться в Морской кадетский корпус. Павел Ганнибал был зачислен в кадеты 25 ноября 1791 года. В 1792 году его произвели в гардемарины, в 1793 году — в капралы. В 1792—1793 годах ходил в плавания на учебные кораблях. 1 мая 1794 г. выпущен из Морского кадетского корпуса с производством в мичманы.

### На военной службе
В 1794—1796 годах совершал плавания по Финскому заливу и Балтийскому морю. Летом 1797 года участвовал на флагманском 40-пушечном фрегате «Эммануил» под штандартом императора Павла I в больших манёврах флота у форта Красная Горка. В 1798 году служил в Кронштадтском порту.
С 1799 года началась череда отставок и переходов по службе.
28 ноября 1799 года он подал рапорт о выходе из флота и был уволен в звании лейтенанта. Перешёл в гренадерский полк. С 22 ноября 1801 года — поручик. 2 ноября 1802 года был произведён в звание штабс-капитана. Участвовал в зарубежной военной кампании российской армии начала XIX века. За проявленное отличие в сражении при Аустерлице 28 мая 1806 года был произведён в капитаны. 18 октября 1808 года был уволен по болезни.
20 февраля 1809 года зачислен на службу в Лубенский гусарский полк. 25 февраля 1810 года вновь, по собственной просьбе, уволен в отставку.
После начала Отечественной войны 1812 года П. И. Ганнибал, проживавший в то время в имении Максаков Бор Порховского уезда, записался в ополченцы, но поскольку императорским манифестом от 18 июля 1812 года формирование народного ополчения в Псковской губернии не было предусмотрено, был привлечён к участию в сопровождении обозов с продуктами и снаряжением для действующей армии. В конце сентября 1812 года П. И. Ганнибалу поручили обеспечить переход через Порховский уезд бригады Новгородского ополчения.
После образования Санкт-Петербургского ополчения осенью 1812 года был зачислен ротмистром в 1-й Волонтёрный полк, шефом которого стал его знакомый новоржевский помещик, отставной полковник А. А. Яхонтов. С начала декабря в составе полка участвовал авангардных операциях российских войск, преследовавших неприятеля «от Риги до границ наших». В этом же полку воевал его младший брат, поручик А. И. Ганнибал.
В 1813—1814 годах находился в заграничном походе армии.
В апреле 1813 года в боях у Данцига эскадрон под командованием П. И. Ганнибала был в конвое главнокомандующего русско-прусской армией в Германии графа П. Х. Витгенштейна.
В 1813 году участвовал во многих сражениях в Германии — при Бауцене (май), при Гросберене и Торгау (август), при Лейпциге (октябрь), при блокаде крепости Гамбурга (декабрь 1813 — январь 1814). За доблесть в сражении при Денневице получил «высочайшее благоволение».Произведён в майоры.
1 августа 1815 года переведён в Изюмский гусарский полк.
Во время обратного похода в Россию за участие 29 августа 1815 года в императорском смотре 150-тысячной российской армии во французском городе Вертю получил от Александра I «высочайшее благоволение».
15 марта 1817 года майор П. И. Ганнибал по семейным обстоятельствам был уволен с военной службы с присвоением звания подполковника и «с мундиром», но без пенсии, так как во время сражений «остался вовсе невредим, что лишает права на получение пансиона».
11 ноября 1821 года был вынужден обратиться к Александру I с просьбой установить ему пенсию за «беспорочную службу», но на письме была сделана отметка — «Высочайшего изъявления не последовало».

## Несостоявшаяся дуэль с А. С. Пушкиным
А. С. Пушкин поддерживал дружелюбные отношения с весёлым, но своенравным двоюродным дядей, характеризуя которого, Л. Н. Павлищев писал, что в глазах семьи тот был «олицетворением пылкой африканской и широкой русской натуры, бесшабашный кутила, но человек редкого честного и чистого сердца, чтобы выручить друзей из беды, помочь нуждающимся, не жалел ничего и рад был лезть в петлю».
В 1817 году во время приезда в Михайловское после окончания лицея поэт навещал П. И. Ганнибала в его имении и встречался с ним на балах в соседних помещичьих усадьбах. На одном из них при смене фигур в котильоне дядя отбил у племянника партнёршу по танцу. Влюбчивый и импульсивный 18-летний Пушкин немедленно вызвал обидчика на дуэль. Но до встречи у барьера дело не дошло — примирение состоялось после прочитанного П. И. Ганнибалом экспромта:
Хоть ты, Саша, среди бала

Вызвал Павла Ганнибала,

Но, ей-богу, Ганнибал

Ссорой не подгадит бал!
Этот вызов был первым в числе более чем двух десятков вызовов на дуэли, сделанных Пушкиным с того дня и до 1837 года.
С. С. Гейченко в одном из своих этюдов описал, как 9 августа 1824 года П. И. Ганнибал, увидев в трактире в Опочке дожидающегося сменных лошадей поэта, тут же помчался к его родителям в Михайловское с известием о скором приезде сына: «Наш орёл Александр Сергеевич в наши родные края прибыл. О радость, о счастье! Уже в Опочке…».

## Прикосновенный к делу о злоумышленных обществах
Летом 1826 года П. И. Ганнибалом заинтересовались агенты тайной полиции, которые уже после следствия и суда над декабристами следили за настроениями в обществе, чтобы не допустить распространения крамолы. Поводом стал частный разговор (возможно, намеренный) с подполковником Я. П. Краковским об участниках возмущения 14 декабря 1825 года. В ответ на его «самые поносные замечания» в адрес «несчастных» Ганнибал сочувственно заявил, что они «слишком строго наказаны». По доносу Краковского был арестован санкт-петербургским обер-полицмейстером Б. Я. Княжниным и по распоряжению генерал-губернатора П. В. Голенищева-Кутузова посажен в Петропавловскую крепость. После двухмесячного следствия без объявления вины по повелению Николая I в октябре 1826 года сослан жить «под надзором полиции» в Сольвычегодск Вологодской губернии.
Осознание несправедливости судьбы, вынужденное безденежье (сосланному не было положено казённое содержание) и взрывной характер стали причиной проявлений гусарского фрондёрства против городского общества и местных властей. Жил в долг. Уже вскоре после его появления в городе городничий в своём рапорте писал о нём, что «в общении иногда бывает хорош и весел, но часто выражения употребляет гордые и дерзкие». Приступы «ипохондрии» сменялись безудержным озорством и хулиганством. После того, как городничий передал требование генерал-губернатора извиниться перед оскорбившимися горожанами, «испросив прощение», Ганнибал был возмущён — «Как смел генерал-губернатор обо мне так писать! Он мне не начальник!» — и пригрозил застрелить городничего за донос.
В результате, 20 марта 1827 года было получено «высочайшее соизволение на отправление подполковника Ганнибала под присмотр в Соловецкий монастырь». 9 мая 1827 года он был заключён в монастырскую тюрьму.
В 1829 году жена Ганнибала Варвара Тимофеевна, с которой он не жил уже много лет, начала хлопотать о его освобождении, но начальник Третьего отделения, в функции которого входил и контроль за уже наказанными государственными преступниками, граф А. Х. Бенкендорф счёл, что заключённый за такое короткое время ещё не мог «исправиться». Только в октябре 1832 года император, «не изъявив соизволение на совершенное прощение, дозволил Ганнибалу назначить жительство ближе к Петербургу».
В конце января 1833 года ему было разрешено жить в Луге, куда он и выехал 16 февраля из Архангельска. 25 марта 1833 года он обратился к А. Х. Бенкендорфу за разрешением «вступить в какую-либо службу… и тем совершенно изгладить неумышленную вину мою». Жил и умер в бедности. Был похоронен в Луге на Вревском кладбище.

## Семья
Жена — Варвара Тихоновна, урождённая Ланге (около 1782 — 21.06.1866). Похоронена на Волковом кладбище в Санкт-Петербурге.
Сын — Александр (1.10.1799 — 11.02.1843), штаб-ротмистр Чугуевского уланского полка. Умер холостым.
18 февраля 1844 года император распорядился выдать оказавшейся после смерти сына в бедственном положении вдове подполковника В. Т. Ганнибал «единовременное пособие, годовое жалование мужа, производившееся супругу Вашему на службе, девять сот рублей ассигнациями».

## Награды
- Орден Святого Владимира 4-й степени «с бантом»
- Орден Святой Анны 3-й степени[10]
- Серебряная медаль «В память Отечественной войны 1812 года» на голубой ленте ордена Андрея Первозванного, № 2961